# Запашний провулок (Київ)
Запашний провулок — провулок в Дарницькому районі міста Києва, селище Бортничі. Пролягає від Заплавної вулиці до Березневої вулиці і вулиці Кирила Осьмака.

## Історія
Виник на початку 2000-х. Первісно мав назву Червоноармійський 1-й провулок. Сучасна назва - з 2015 року